# Krokvattnet (Långseruds socken, Värmland)
Krokvattnet är en sjö i Säffle kommun i Värmland och ingår i Göta älvs huvudavrinningsområde. Sjön är 17 meter djup, har en yta på 0,758 kvadratkilometer och är belägen 195,9 meter över havet. Sjön avvattnas av vattendraget Gullsjöälven (Åtorpsälven).

## Delavrinningsområde
Krokvattnet ingår i det delavrinningsområde (658633-132167) som SMHI kallar för Inloppet i Vargsjön. Medelhöjden är 208 meter över havet och ytan är 18,99 kvadratkilometer. Det finns inga avrinningsområden uppströms utan avrinningsområdet är högsta punkten. Gullsjöälven (Åtorpsälven) som avvattnar avrinningsområdet har biflödesordning 4, vilket innebär att vattnet flödar genom totalt 4 vattendrag innan det når havet efter 242 kilometer. Avrinningsområdet består mestadels av skog (89 procent). Avrinningsområdet har 1,93 kvadratkilometer vattenytor vilket ger det en sjöprocent på 10,2 procent.